# ぴぴる魔っ!
『ぴぴる魔っ!』（ぴぴるまっ）は、結城焔による日本の漫画。
あまりにも乱れた性生活を送った異世界の王子が罰として人間界に落とされ、そこで愛を見つけていく物語。

## 登場人物
王子
魔法の国「マジリナーサ」の王子。魔法の実力は極めて高く、世良の怪我を完全に治し、女の宝条を男にするなどの行使をした。初対面だった優に女性と間違われるほどの美青年。あまりにも乱れた女性関係に辟易した王である父に人間界に放逐される。人間界で初めて会った女性である優と肉体関係を持ち、とりあえずは寝床を確保する。性感を強める魔法を使えることもあってか、女性に対する扱いは非常に手馴れており、優に強引に肉体関係を迫ったことになるものの全く恨まれず、男嫌いであった当時の颯にも全く嫌がられなかった。優の通っている大学に入り浸るようになり、ナンパをする男としてそれなりに有名らしい描写がある。かなりのナンパな性格だったが次第に真実の愛が分かるようになり、優以外の女性と肉体関係を持つことに抵抗を持つようになる。トラックに轢かれそうになった優を助けるためにテレポートで優を飛ばす形で助けるが、あまりにも高度な魔法であっただけに負担が強く、意識不明の状態となる。しかし優のキスにより目覚める。そして優と愛を確認して結婚する。
沢森優
メインヒロイン。大学生。王子が人間界で初めて会った女性。カフェで働いている。人を見た眼で判断する能力は乏しい所があり、王子を女性と間違えたり、宝条を男性と間違えたりした。王子にボーイッシュだけど綺麗な顔立ち、スレンダーでありながらも胸が大きいと言わしめた美女。実際に胸の大きさはHカップもある巨乳。当初はショートヘアだったが途中からロングヘアになった。これは優が女性らしくなったことを表す描写にしたと作者はあとがきで述べている。王子に抱かれるまでは処女だった。かなりのお人好しで王子にキスをされて驚きながらも「これは外人では当たり前のことか」と流した。雨でずぶぬれだった王子を家に連れてきたが、そこで王子にキスをされ、そのまま流れでエッチをする。優のことを恋人だと思っており浮気は厳禁という態度をとっている。周囲からも王子と優はカップルと認められているが魔法で助けるために行った王子と遥の性行為を見たことで自棄を起こし、放心状態に陥るが、その時にトラックに轢かれそうなるが王子の魔法でテレポートをして助けてもらう。王子の素性を全然知らなかっただけに、そこで初めて王子の素性を知った。王子との本当の愛がわかるようになり結婚する。
世良颯
大学生。コンクールで入賞できるといわれるほど絵が上手い。王子からは「優とは違ったタイプの美少女」と評される容姿で元々アスリートであっただけに引き締まった肢体をしている。ちなみに王子の告白を初めて拒んだ女子。元はトップアスリートだったが事故により断念し、その後集団暴行を受けるなどの悲惨な目にあう。しかし、王子と肉体関係を持ち、また魔法により怪我が回復し、処女に戻したことでトップアスリートとしても女性としても傷ついていない体に戻り、心身ともどもに癒してもらった。これにより明るい性格となり、自分に好意を抱いていた水野とも仲良くなった。
水野
大学生。世良に好意を向ける男性。
宝条希
同性愛者。一人称は「僕」。自分の容姿には自信を持っており、実際に王子も相手に申し分ないことを認めている。同性のかれんと付き合っているが、同性同士で子供が作れるわけがないなどの女性としての限界から男になることを考える。颯とは友人であり、颯が絶望的な状況から完全に回復していること、その颯から王子を紹介してもらったことから王子に自分の処女を捧げることを条件に男にしてもらうように頼む。約束を果たしたことで王子に男にしてもらった。
かれん
女性ながらに宝条の恋人。宝条に対する愛は本物だが同性同士では子供が作れないなどの悩みを抱えている。
彩
小等部の生徒。両親を事故で亡くしている。勉強してパパの役に立ちたいという思いから図書館勉強している。王子の入れ知恵によりパパと結ばれる。
パパ
彩の保護者。優が通っている大学の教授。彩と住んでから5年になる。
洸
ポニーテールの少女。幼馴染の亨に恋愛感情を抱き、貧乳であることにコンプレックスを抱いている。
亨
洸の幼馴染。中等部の生徒。洸とは家は隣同士。
遥
優の幼馴染で小学校からの付き合い。病弱で入院している。容姿は優曰く、王子が好みそうな「髪の毛ふわふわロングで女の子らしくて胸が大きい」。誰にも話していなかったが実は妊娠している。しかし、その妊娠した子供は死ぬ運命にあったものの、それを悟った王子に魔法で助けてもらった。ラストでは赤ん坊を抱えており、出産が無事であったことが分かる。
正人
遥の恋人。事故で亡くなっている。
王様
王子の父親であり魔法の国「マジリナーサ」の王様。度を越した淫行を重ねた息子には厳しくしたが本質的には優しく、こちらの世界にきた優に対しても物腰柔らかく接した。